# 琅玡榆
琅玡榆（学名：Ulmus chenmoui）为榆科榆属的植物，为中国的特有植物。分布于中国大陆的江苏、安徽等地，生长于海拔150米至200米的地区，一般生长在中性湿润粘土的阔叶林中及石灰岩缝中，目前尚未由人工引种栽培。
因最初发现时仅见于安徽滁县琅琊山庙后南天门下沿路两侧的森林中而得名。学名种加词chenmoui则为纪念中央大学森林系助教陈谋。